# Калия

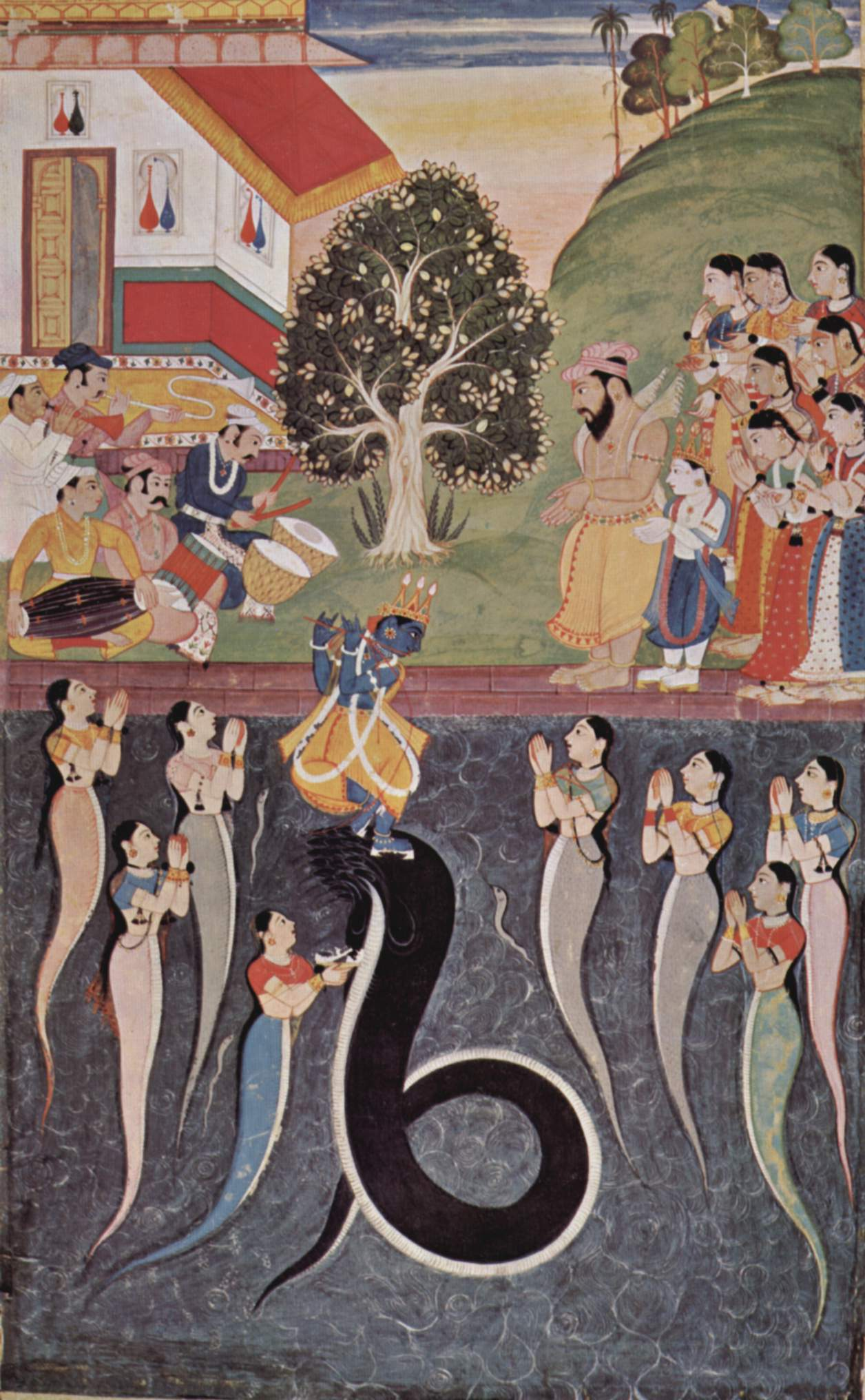
Кришна танцует на головах змея Калия.

Калия (санскр. कालिया, IAST: Kāliyā) в индуистской мифологии — огромный многоголовый демон-змей, живший в реке Ямуне в районе Вриндаваны и укрощённый Кришной. История Кришны и змея Калии описывается в Пуранах.
Согласно древнему обычаю, наги регулярно приносили Гаруде в дар пищу. Однажды Калия возгордился и съел подношение, принесённое другими нагами для царя пернатых. Гаруда пришёл в ярость и набросился на Калию, намереваясь убить его за проявленную дерзость. Калия уставился на Гаруду множеством своих немигающих глаз, распахнул свои пасти и обнажив острые клыки, полные смертельного яда, всячески пытался укусить противника, бросаясь на него подобно молнии. Гаруда каждый раз оказывался проворнее и уклонялся от укуса, а затем изловчился и тяжело ударил Калию своим мощным крылом. Испуганный Калия пустился в бегство и, скрываясь от острых когтей Гаруды, скрылся в водах Ямуны, которых Гаруда не смел касаться из-за проклятия, полученного им ранее от святого мудреца.
Однажды Гаруда поймал в Ямуне рыбу, и, намереваясь утолить голод, приготовился съесть её В этот момент к нему подошёл благочестивый риши и попросил его пощадить рыбе жизнь, отпустив её назад в реку. Однако Гаруду терзал такой жестокий голод, что он не смог удержаться и съел пойманную им рыбу. Мудрец сильно разгневался и проклял Гаруду, сказав, что если тот когда-либо ещё коснется вод Ямуны, то в тот же час и погибнет. Калия знал об этом проклятии и потому укрылся от Гаруды в большом озере, находившимся под руслом Ямуны. Водоём этот соединялся с Ямуной тесным проходом, через который смертельный яд змея попадал в воды реки и отравлял в ней всё живое. Вся растительность на берегах Ямуны высохла. Птицы, пролетавшие над рекой, погибали от ядовитых испарений и падали в воду. Когда ветер приносил ядовитые пары в лесные чащи, всё живое в лесах погибало.
Однажды Кришна пригнал на водопой к Ямуне стадо телят. На песчаном берегу реки он увидел мёртвые тела своих друзей, мальчиков-пастушков, а рядом с ними — павшее коровье стадо. Пастухи и коровы погибли, напившись воды из Ямуны, отравленной Калией. Тогда Кришна забрался на вершину дерева кадамба, нависшего над водою, и прыгнул в ядовитые воды реки. Кришна начал как ни в чём не бывало плескаться, плавать и играть в воде, весело ударяя ладонями по ядовитым волнам. Шум плеска воды и радостные клики Кришны разозлили Калию. Многоглавый змей всплыл на поверхность и тугими кольцами обвил тело маленького Кришны. В это время на берегу реки появились друзья Кришны. Увидев его в объятиях змея, они преисполнились ужаса и без чувств пали на землю, а телята протяжно замычали и заплакали горючими слезами.
В это самое время во Вриндаване появились дурные предзнаменования, предвещавшие беду Жители Вриндавана пришли в великое беспокойство и отправились на поиски Кришны. Его следы привели их к берегу Ямуны. Узрев любимого Кришну недвижимым в смертельных объятиях змея, они горько заплакали и собрались было броситься в реку на помощь Кришне, но Баларама остановил их. Вдруг тело Кришны стало расширяться и разомкнуло кольца Калии. При виде оказавшегося на свободе Кришны, Калия пришёл в неистовую ярость. Описывается, что его смрадное дыхание жгло как огонь, смертельный яд вытекал из его ртов и капал в воду, языки его алчно шевелились, и множество немигающих глаз с ненавистью уставились на Кришну, стремясь лишить его всякой силы. Калия бросился на Кришну, который волчком стал вращаться в воде вокруг змея, приведя его ещё в большую ярость. Когда силы Калии совсем иссякли и он уронил свои головы в воду, Кришна вскочил на него и стал плясать, перепрыгивая с одной головы на другую. Измождённый Калия вновь и вновь тщетно пытался укусить Кришну, который не давал подняться его головам. Калия, теряя последние силы, всё глубже и глубже погружался в воду. Тогда жёны Калии, наблюдавшие за происходящим, стали возносить Кришне молитвы, прося пощадить их супруга. Сжалившись над ними, Кришна перестал топтать змея и отпустил его на волю, повелев ему покинуть Ямуну и поселиться со всеми родичами в океане на острове Раманака (ассоциируется с островом Вити-Леву), где Гаруда не станет чинить им препятствий. После ухода Калии Ямуна очистилась от яда, воды её прояснились, берега покрылись растительностью, а пастухи и коровы, умершие ранее от ядовитых испарений, снова вернулись к жизни.